# No Churrasco
No Churrasco é o terceiro álbum ao vivo da dupla sertaneja brasileira Clayton & Romário, lançado em 25 de junho de 2020 pela Virgin Music. No Churrasco se tornou uma marca registrada da dupla, futuramente.

## Antecedentes e gravação
Clayton & Romário gravaram No Churrasco em Belo Horizonte, onde se mudaram e ganharam raízes, apesar de serem goianos, em 24 de agosto de 2019, marcado pelo clima descontraído e releituras de clássicos da música sertaneja. Antes disso, a dupla havia ganhado um destaque com a música Saudade Come, do álbum Pra Toda Hora, chegando até a figurar nas tabelas musicais.
Um pouco após a gravação, foram convidados para o reality show O Próximo Nº 1, idealizado pelo Villa Mix Festival com a Cervejaria Brahma em parceria com Endemol Shine Brasil e Google.

## Lançamento e recepção
O álbum foi lançado em 25 de junho de 2020, produzido pelo próprio Clayton, de forma independente. O destaque do álbum é o segundo single Pingaiada, que já havia alcançado 10 milhões de visualizações e trouxe notoriedade à dupla, que ganhou destaque entre o público e a crítica especializada como uma das duplas promissoras da nova geração.
Na época do lançamento, as lives, que nada mais eram que os shows virtuais no YouTube, em decorrência da pandemia de COVID-19 que deu fim aos shows presenciais, fizeram com que Clayton & Romário ganhassem projeção nacional, com esse nome No Churrasco. No mesmo contexto histórico, Hugo & Guilherme se destacavam com o nome No Pelo e Ícaro & Gilmar com Sextou BB, todos esses têm em comum as regravações, as lives e os álbuns com esses respectivos nomes.

## Lista de faixas
| N.º            | Título                                                                | Compositor(es) | Artista original                                                 | Duração |  |
| 1.             | "Agenda Rabiscada / Deixa Eu Te Amar¹ / Fruto Especial"               | Rick / Alexandre Fátima Leão / Netto | Cleiton & Camargo Edson & Hudson Bruno & Marrone                 | 5:52    |  |
| 2.             | "Pingaiada"                                                           | Elcio Di Carvalho / Isabella Resende / Rafaela Miranda / Rayane Diniz                                                                    |                                                                  | 2:45    |  |
| 3.             | "Morro de Saudade / Vem Me Amar"                                      | Zé Henrique Marcelo / Fabricio | Zé Henrique & Gabriel Márcio & Marcelo                           | 3:43    |  |
| 4.             | "Nem Dormindo Consigo Te Esquecer / Preciso Ser Amado / Fica Comigo"  | César Augusto Piska / César Augusto Piska / Eduardo / Adriano                                                                            | Gian & Giovani Zezé Di Camargo & Luciano César Menotti & Fabiano | 4:54    |  |
| 5.             | "Estrela / Te Amar Foi Ilusão / Por Um Minuto (Por Un Minuto)"        | Gabriel / Diego Monteiro Bruno / Luiz Cláudio Alessio Lorenzi / Giampaolo Santandrea / Josep Capdevilla Querol / versãoː Cláudio Rabello | Hugo Pena & Gabriel Bruno & Marrone                              | 5:41    |  |
| 6.             | "Quero Provar Que Te Amo / Me Leva Pra Casa"                          | Euler Coelho César Augusto / Piska | João Bosco & Vinícius Zezé Di Camargo & Luciano                  | 3:58    |  |
| 7.             | "Saudade Come"                                                        | Brunão / Diego Silveira / Lari Ferreira / Nicolas Damasceno / Rafa Borges                                                                | Clayton & Romário                                                | 2:51    |  |
| 8.             | "Fala / Cheiro de Shampoo"                                            | Edson / Henrique Marx / Maurício Gaetani Cecílio Nena                                                                                    | Edson & Hudson Chrystian & Ralf                                  | 3:12    |  |
| 9.             | "Entre Ela e Eu (Sou Eu) / Cada Volta é Um Recomeço / Voa Beija-Flor" | Ed Wilson / Carlos Pedro Nenéo / Paulo Sérgio Valle Euler Coelho                                                                         | Chrystian & Ralf Zezé Di Camargo & Luciano Jorge & Mateus        | 5:29    |  |
| 10.            | "Robin Hood da Paixão / Rabo de Saia¹ / Deixei de Ser Cowboy Por Ela" | Chico Amado / Marcia Araujo / Gabriel Edson / Marquinhos Darci Rossi / Chitãozinho                                                       | Hugo Pena & Gabriel Edson & Hudson Chitãozinho & Xororó          | 4:14    |  |
| 11.            | "Fui Dando Porrada"                                                   | Jairo Góes | Leandro & Leonardo                                               | 3:06    |  |
| 12.            | "A Lenda¹ / Por Um Gole A Mais"                                       | Kiko / Nando / Ricardo Feghali Bruno / Felipe / Vinícius                                                                                 | Sandy & Junior Bruno & Marrone                                   | 6:36    |  |
| 13.            | "Você Não Sabe o Que É Amor / Azul (Azul) / Chovendo Paixão"          | Sorocaba Gustavo Santander / Flavio Santander / versão: Santiago Ferraz Everton Matos / Rivanil / Diego Ferreira                         | Luan Santana Guilherme & Santiago Clayton & Romário              | 3:41    |  |
| 14.            | "Faz Mais Uma Vez Comigo / Porta Retrato"                             | César Augusto Carlos Randall / Tivas | Zezé Di Camargo & Luciano Edson & Hudson                         | 3:39    |  |
| Duração total: | Duração total:                                                        | Duração total: | Duração total:                                                   | 59:41   |  |

1. Alguns títulos de músicas estão incorretos nas plataformas digitais.
  - Deixa Eu Te Amar aparece como Amor Sincero
  - Rabo de Saia aparece como Elas Me Falam
  - A Lenda aparece como Lenda Dessa Paixão